# Temporada 1959-60 de los Syracuse Nationals
La temporada 1959-60 fue la undécima de los Syracuse Nationals en la NBA. La temporada regular acabó con 45 victorias y 30 derrotas, ocupando el tercer puesto de la división Este, clasificándose para los playoffs en los que cayeron en las semifinales de división ante los Philadelphia Warriors.

## Elecciones en elDraft
| Ronda | Puesto | Jugador          | Posición  | Nacionalidad   | Universidad     |
| ----- | ------ | ---------------- | --------- | -------------- | --------------- |
| 1     | 4      | Dick Barnett     | Escolta   | Estados Unidos | Tennessee State |
| 2     | 11     | Bumper Tormohlen | Ala-Pívot | Estados Unidos | Tennessee       |
| 4     | 27     | Paul Neumann     | Base      | Estados Unidos | Stanford        |

## Temporada regular
| División Este           | División Este | División Este | División Este | División Este | División Este | División Este | División Este | División Este |
| Equipo                  | G             | P             | %             | PD            | Casa          | Fuera         | Neutral       | Div           |
| ----------------------- | ------------- | ------------- | ------------- | ------------- | ------------- | ------------- | ------------- | ------------- |
| x-Boston Celtics        | 59            | 16            | .787          | –             | 25–2          | 24–9          | 10–5          | 28–11         |
| x-Philadelphia Warriors | 49            | 26            | .653          | 10            | 22–6          | 12–19         | 15–1          | 22–17         |
| x-Syracuse Nationals    | 45            | 30            | .600          | 14            | 25–4          | 12–19         | 8–7           | 21–18         |
| New York Knicks         | 27            | 48            | .360          | 32            | 13–18         | 9–19          | 5–11          | 7–32          |

## Playoffs

### Semifinales de División
Philadelphia Warriors vs. Syracuse Nationals
| Fecha       | Partido                                           | Ciudad     |
| ----------- | ------------------------------------------------- | ---------- |
| 11 de marzo | Philadelphia Warriors 115, Syracuse Nationals 92  | Filadelfia |
| 13 de marzo | Syracuse Nationals 125, Philadelphia Warriors 119 | Syracuse   |
| 14 de marzo | Philadelphia Warriors 132, Syracuse Nationals 112 | Filadelfia |
|             | Philadelphia gana las series 2-1                  |            |

## Estadísticas
| Rk | Jugador         | Edad | P  | PT | MP   | TC  | TCI  | %TC  | 3P | 3PI | %3P | TL  | TLI | %TL  | RO | RD | RT   | AS  | RB | TAP | BP | FP  | PTS  |
| 1  | Dolph Schayes   | 31   | 75 |    | 36.5 | 7.7 | 19.2 | .401 |    |     |     | 7.1 | 8.0 | .893 |    |    | 12.8 | 3.4 |    |     |    | 3.5 | 22.5 |
| 2  | George Yardley  | 31   | 73 |    | 32.9 | 7.5 | 16.5 | .453 |    |     |     | 5.2 | 6.4 | .816 |    |    | 7.9  | 1.7 |    |     |    | 3.1 | 20.2 |
| 3  | Red Kerr        | 27   | 75 |    | 31.6 | 5.8 | 14.8 | .392 |    |     |     | 3.1 | 4.1 | .752 |    |    | 12.2 | 2.2 |    |     |    | 2.8 | 14.7 |
| 4  | Larry Costello  | 28   | 71 |    | 34.8 | 5.2 | 11.6 | .453 |    |     |     | 3.5 | 4.1 | .862 |    |    | 5.5  | 6.3 |    |     |    | 3.3 | 14.0 |
| 5  | Hal Greer       | 23   | 70 |    | 28.3 | 5.5 | 11.6 | .476 |    |     |     | 2.1 | 2.7 | .783 |    |    | 4.3  | 2.7 |    |     |    | 3.0 | 13.2 |
| 6  | Dick Barnett    | 23   | 57 |    | 21.7 | 5.1 | 12.3 | .412 |    |     |     | 2.2 | 3.2 | .711 |    |    | 2.7  | 2.8 |    |     |    | 1.7 | 12.4 |
| 7  | Bob Hopkins     | 25   | 75 |    | 21.5 | 3.4 | 8.8  | .389 |    |     |     | 1.8 | 2.3 | .782 |    |    | 6.2  | 0.7 |    |     |    | 2.6 | 8.7  |
| 8  | Al Bianchi      | 27   | 69 |    | 18.2 | 3.1 | 8.3  | .366 |    |     |     | 1.6 | 2.2 | .703 |    |    | 2.6  | 2.4 |    |     |    | 3.3 | 7.7  |
| 9  | Connie Dierking | 23   | 71 |    | 15.8 | 2.7 | 7.4  | .365 |    |     |     | 1.5 | 2.6 | .574 |    |    | 6.4  | 0.8 |    |     |    | 2.4 | 6.9  |
| 10 | Frank Selvy     | 27   | 19 |    | 11.4 | 1.9 | 4.9  | .383 |    |     |     | 1.6 | 2.5 | .646 |    |    | 2.5  | 1.6 |    |     |    | 1.3 | 5.4  |
| 11 | Togo Palazzi    | 27   | 7  |    | 10.0 | 1.9 | 5.9  | .317 |    |     |     | 0.6 | 1.1 | .500 |    |    | 2.0  | 0.4 |    |     |    | 1.0 | 4.3  |
| 12 | Barney Cable    | 24   | 50 |    | 12.0 | 1.7 | 4.6  | .378 |    |     |     | 0.8 | 1.1 | .702 |    |    | 3.5  | 0.7 |    |     |    | 1.5 | 4.3  |
| 13 | Jim Ray         | 26   | 4  |    | 5.3  | 0.3 | 1.5  | .167 |    |     |     | 0.0 | 0.0 |      |    |    | 0.0  | 0.5 |    |     |    | 0.8 | 0.5  |
| 14 | Paul Seymour    | 32   | 4  |    | 1.8  | 0.0 | 1.0  | .000 |    |     |     | 0.0 | 0.0 |      |    |    | 0.3  | 0.0 |    |     |    | 0.3 | 0.0  |

## Galardones y récords
| Jugador       | Galardón                    |
| Dolph Schayes | 2º Mejor quinteto de la NBA |